# 艾哈迈德 (格鲁吉亚)

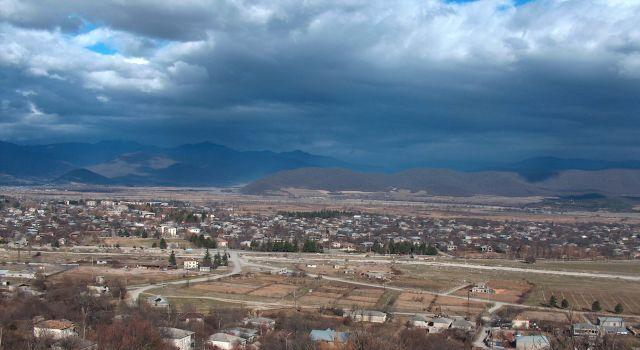

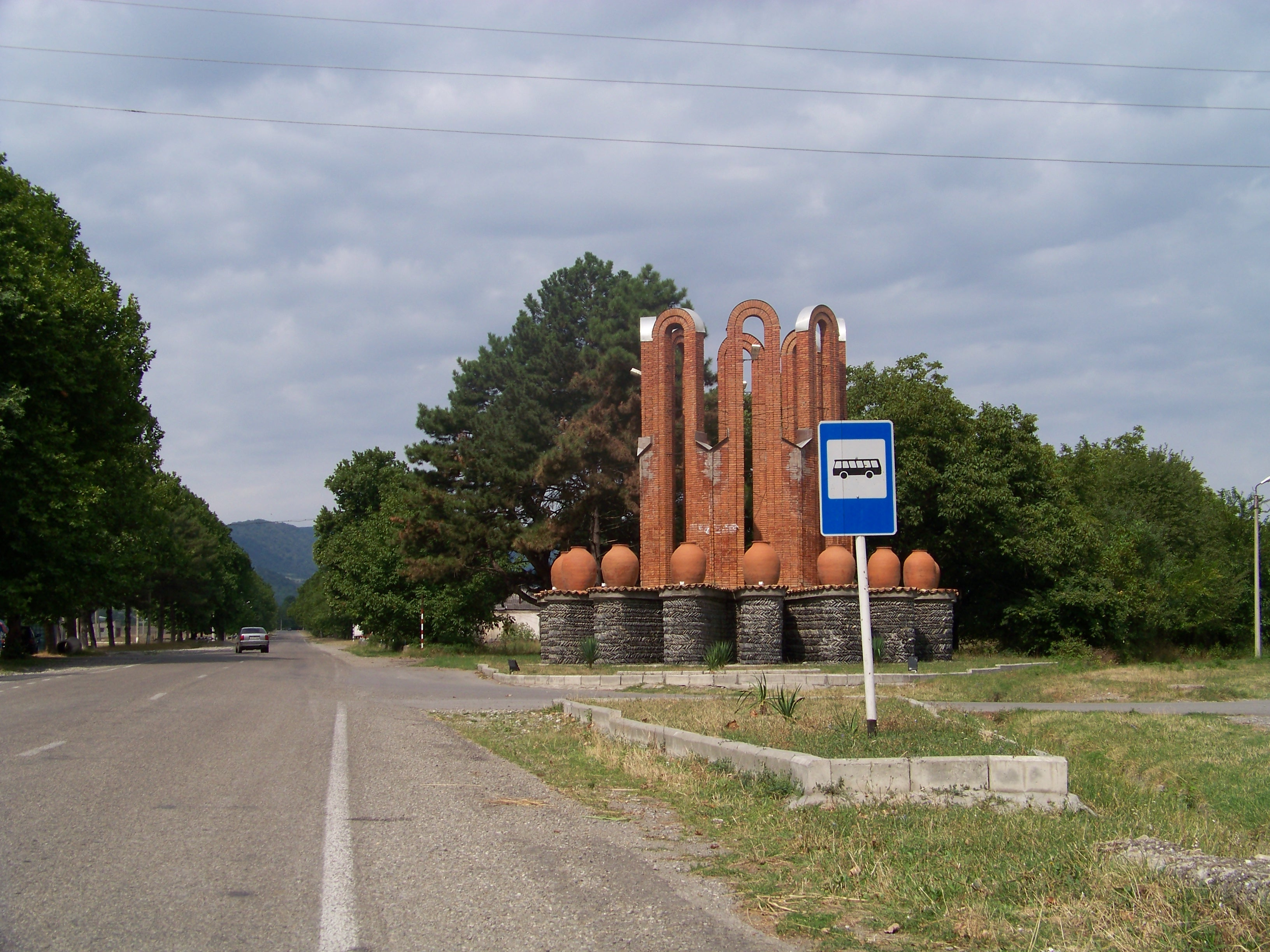

艾哈迈德是格魯吉亞東部卡赫蒂大区艾哈邁德市鎮内的城鎮及其行政中心。位於阿拉扎尼河左岸，距離首府泰拉維29公里。海拔度567米，2014年人口7,105。

## 外部連結
- 艾哈迈德市镇官方网站 （页面存档备份，存于） （格鲁吉亚文）
- 卡赫蒂大区官方网站 （页面存档备份，存于） （格鲁吉亚文）